# 1462
- Wikisource

| Calendário gregoriano                                                        | 1462 MCDLXII                                         |
| Ab urbe condita                                                              | 2215                                                 |
| Calendário arménio                                                           | 911 – 912                                            |
| Calendário bahá'í                                                            | -382 – -381                                          |
| Calendário budista                                                           | 2006                                                 |
| Calendário chinês                                                            | 4158 – 4159 Início a 31 de janeiro (aproximadamente) |
| Calendário copta                                                             | 1178 – 1179                                          |
| Calendário etíope                                                            | 1454 – 1455                                          |
| Calendários hindus - Vikram Samvat - Calendário nacional indiano - Cáli Iuga | 1517 – 1518 1383 – 1384 4562 – 4563                  |
| Calendário Holoceno                                                          | 11462                                                |
| Calendário islâmico                                                          | 866 – 867                                            |
| Calendário judaico                                                           | 5222 – 5223                                          |
| Calendário persa                                                             | 840 – 841                                            |
| Calendário rúnico                                                            | 1712                                                 |
| Calendário solar tailandês                                                   | 2005                                                 |

1462 (MCDLXII, na numeração romana) foi um ano comum do século XV do Calendário Juliano, da Era de Cristo, a sua letra dominical foi C (52 semanas), teve início a uma sexta-feira e terminou também a uma sexta-feira.
| Ano completo                       |
| ---------------------------------- |
| Ano comum com início à sexta-feira |

## Eventos
- 07 de Janeiro - Jakub Sienieński z Sienna[1] renuncia ao cargo de Bispo de Cracóvia, posto que ocupou desde 24 de Novembro de 1460.
- 17 de Janeiro - Diogo Afonso, escudeiro de D. Fernando, descobre a Ilha de Santo Antão, no arquipélago de Cabo Verde.
- 22 de Janeiro - Fundação da Ilha de São Vicente em Cabo Verde, por Diogo Gomes
- 23 de Janeiro - Burkhard Weißpriach[2] é confirmado como Bispo de Salzburgo, Áustria
- 30 de Janeiro - Bartolomeo Roverella[3] Arcebispo de Ravena é elevado a cardeal-príncipe de San Clemente
- 01 de Março - Charlote de Valois[4] se casa com Jacques de Brezé (1440-1494)
- 13 de Março - Jean Jouffroy[5]  é nomeado cardeal-presbítero de Santi Silvestro e Martino ai Monti.
- 16 de Março - Richard Olivier[6] é nomeado cardeal-presbítero de Sant'Eusebio
- 27 de Março - Ivã III de Moscou torna-se grão-príncipe de Vladimir e Moscou
- 27 de Março - Sigfried Piscator[7] é nomeado bispo de Mogúncia, na Alemanha
- 02 de Abril - Francisco Gonzaga[8] é nomeado cardeal-diácono de Santa Maria Nuova, na Itália
- 02 de Abril - Ludovico Donato[9] é eleito bispo de Belluno
- 08 de Abril - Alain de Coëtivy[10] renuncia como administrador de Saintes, na França
- 11 de Abril - Alboácem Ali derrota Luis Pernia, governador de Osuna, e Rodrigo Ponce de León, filho do conde de Arcos, numa batalha travada em El Madroño
- 12 de Abril - O crânio do apóstolo Santo André é trasladado para o Vaticano.
- 15 de Abril - Jean du Bellay[11] é nomeado bispo de Poitiers na França
- 26 de Abril - Angelo Pisani[12] é nomeado bispo de Bagnoregio
- 09 de Maio - Burkhard Weißpriach[2] é ordenado Bispo de Salzburgo, na Áustria
- 18 de Maio - Basilio Bessarion[13] renuncia à administração de Pamplona
- 31 de Maio - Burkhard Weißpriach[2] é elevado a cardeal.

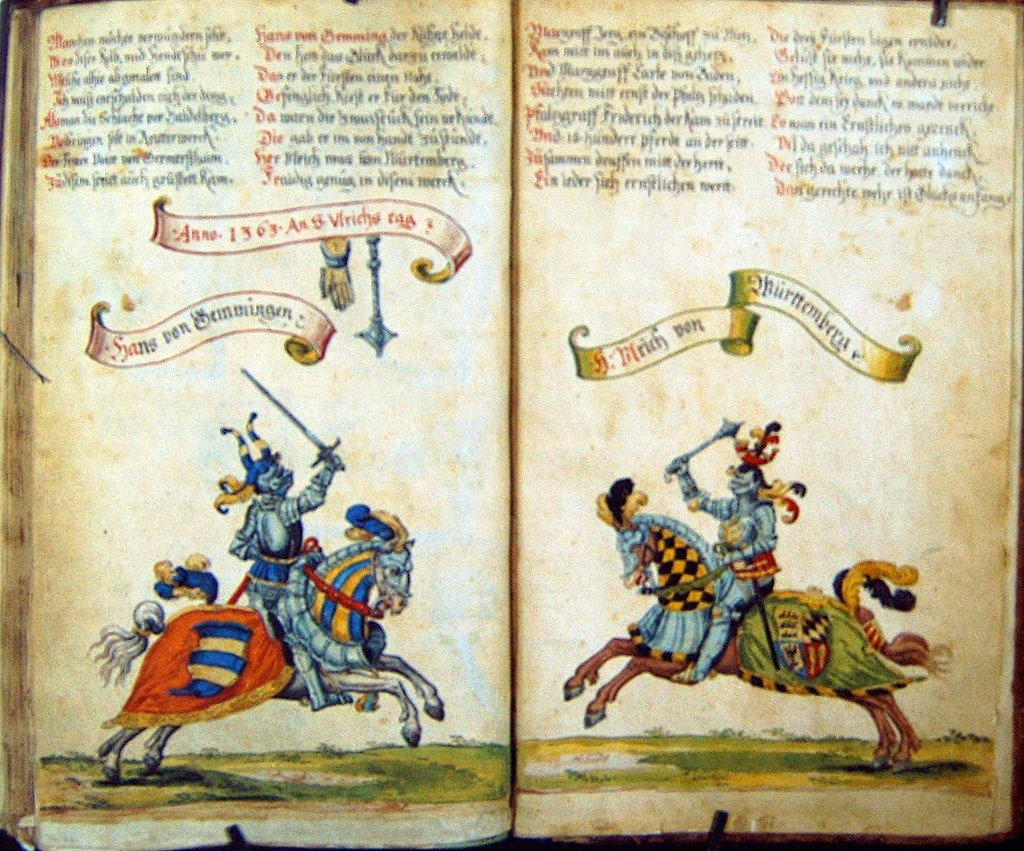
Batalha de Seckenheim

- 31 de Maio - Johann von Eych[14] Bispo de Eichstätt é elevado a cardeal.
- 17 de Junho - Vlad III, O Empalador tenta assassinar Maomé II, o Conquistador durante um ataque noturno, obrigando Maomé a se retirar para a Valáquia
- 01 de Julho - Batalha de Seckenheim: Francisco I do Palatinado (1425-1476) derrota seus adversários: Jorge, Bispo de Métis (1433-1484); Carlos I marquês de Baden-Baden (1427-1475) e Ulrico V Conde de Vitemberga (1413-1480).
- 13 de Julho - Batalha de Mondolfo: Napoleone Orsini derrota Malatesta em nome do papa Pio II
- 15 de Julho - Nicolás de Echávarri[15] assume como bispo de Pamplona
- 06 de Agosto - Pedro de Meneses, 1.º Marquês de Vila Real, governador de Ceuta se casa com Beatriz de Bragança
- 12 de Agosto - John Kingscote[16] é nomeado Bispo de Carlisle, na Inglaterra
- 14 de Agosto - Em Mogúncia, a Bíblia Latina, é publicada por Johann Fust e Peter Schoeffer
- 18 de Agosto - Fernando I de Nápoles, auxiliado por Alessandro Sforza, impõe amarga derrota aos angevinos, na Batalha de Troia.
- 17 de Setembro - Batalha de Świecino episódio da Guerra dos Treze Anos onde os poloneses, sob o comando de Piotr Dunin (1415-1484), derrotam os Cavaleiros Teutônicos comandados por Fritz Raweneck e Kaspar Nostyc.
- 19 de Setembro - Carta régia informando a descoberta de Cabo Verde e atribuindo-a a Antonio da Noli
- 07 de Outubro - Giovanni Chinugi[17] é nomeado bispo de Pienza
- 11 de Outubro - Jacques, Bispo de Thérouanne[18] é nomeado bispo da Sé Titular de Julinensis
- 01 de Novembro - Alberto VI da Áustria ocupa Viena.
- 02 de Novembro - François Villon,  poeta francês é preso por roubo.
- 10 de Dezembro - Constantin Eruli[19] é nomeado Bispo de Narni
- 10 de Dezembro - Jean Jouffroy[5] Bispo de Arras é nomeado como Bispo de Albi, França
- 15 de Dezembro, Henrique IV de Castela proclama o reino de Gibraltar como parte dos seus títulos.
- 31 de Dezembro - Heinrich Vuyst[20] é nomeado bispo-auxiliar de Paderborn e bispo-titular de Tiflis

### Datas Incompletas
- Alesso Baldovinetti pinta o grande afresco da Anunciação no claustro da Basílica da Santíssima Anunciação, em Florença.
- Beltrán de La Cueva recebe os títulos de Conde de Ledesma e mestre da Ordem de Santiago
- Jaime de Armagnac sucede a seu pai Bernardo de Armagnac, como Duque de Némours
- Início da Guerra Civil da Catalunha
- Início da Voivodia de Rawa que durou até 1793
- Início da colonização portuguesa de Cabo Verde com escravos trazidos da Costa da Guiné
- Início do reinado de Radu o Belo, voivoda da Valáquia
- Judeus são expulsos de Mogúncia, na Alemanha
- Os otomanos, comandados por Maomé II, o Conquistador invadem a Valáquia
- Descrição da viagem de Diogo Gomes à Guiné.
- No Reino Nacérida de Granada, Saad al-Mustain (Ciriza) é substituído no trono por Iúçufe V (Abém Ismail), que já tinha reinado em 1445-1446. Este segundo reinado de Iúçufe duraria apenas alguns meses, tendo Saad recuperado o trono ainda em 1462.

## Nascimentos
- 02 de Janeiro - Piero di Cosimo, pintor mitológico renascentista italiano (m. 1522) Piero di Cosimo (1462-1522)

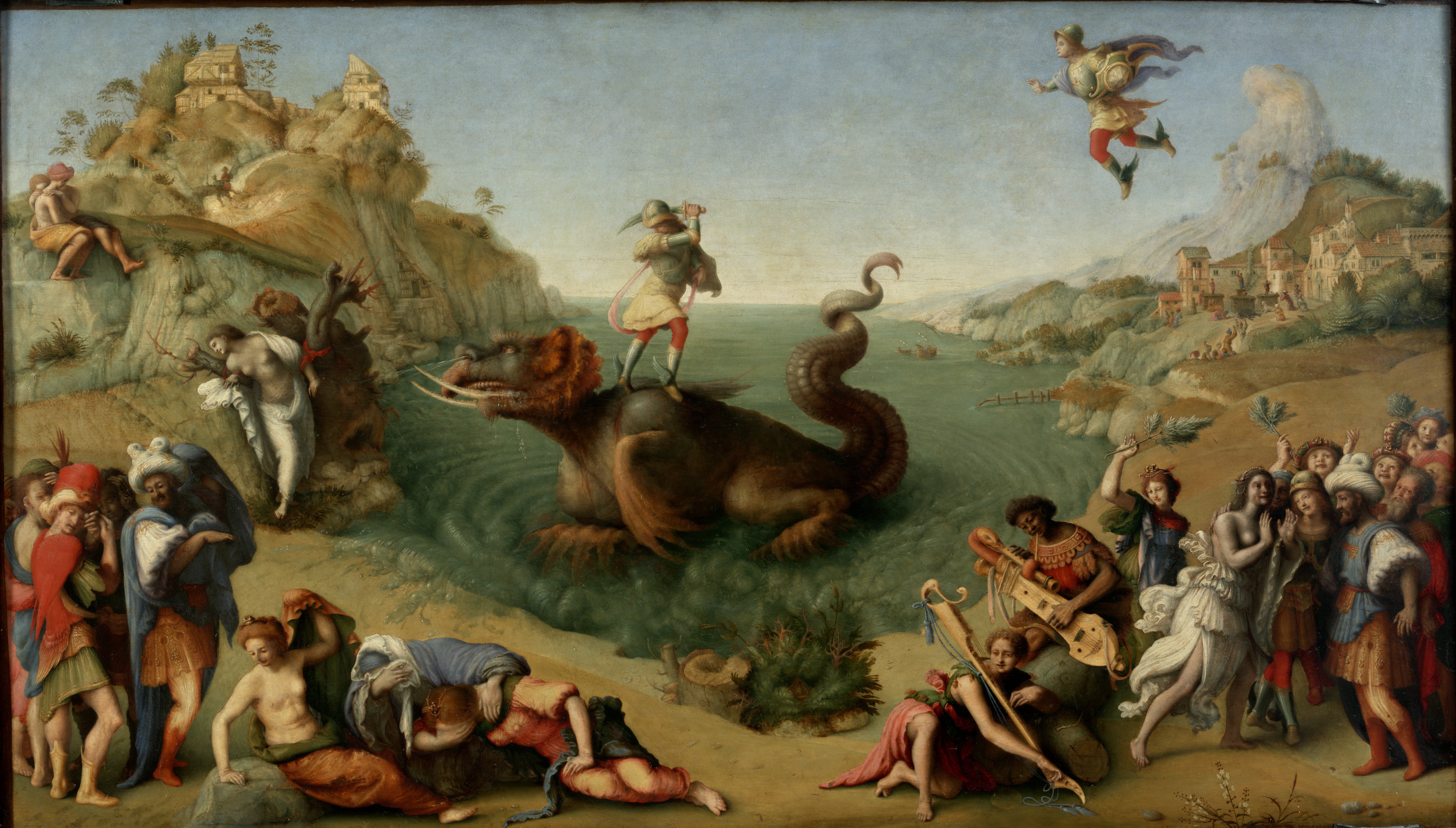
Piero di Cosimo (1462-1522)

- 15 de Janeiro - Edzardo I, Conde da Frísia Oriental (m. 1528)
- 01 de Fevereiro - Johannes Trithemius, criador da esteganografia (m. 1516)
- 28 de fevereiro — Joana de Trastâmara, a Beltraneja, rainha de Castela e rainha consorte de Portugal  (m. 1530).
- 15 de Maio - Baccio d'Agnolo arquiteto e escultor italiano (m. 1543)
- 27 de Junho - Luís XII, rei da França (m. 1515)
- 24 de Julho - Jakob von Liebenstein[21] arcebispo de Mogúncia (m. 1508)
- 24 de Julho - Johannes Manardus[22] Giovanni Manardo, médico italiano e médico particular do rei da Polônia (m. 1536)
- 08 de Setembro - Konrad Adelmann von Adelmannsfelden humanista alemão (m. 1547)
- 16 de Setembro - Pietro Pomponazzi, filósofo italiano (m. 1525)
- 26 de Setembro - Engelbert von Kleve Conde de Nevers (m. 1506)
- 04 de Outubro - Francisco Roldán Jimenez capitão e conquistador espanhol (m. 1502)
- 05 de Novembro - Antonio Tebaldeo poeta italiano (m. 1537)
- 17 de Novembro - Cristofano Robétta ourives e gravador italiano (m. 1535) Adoração dos Magos de Cristofano Robeta (1462-1535)

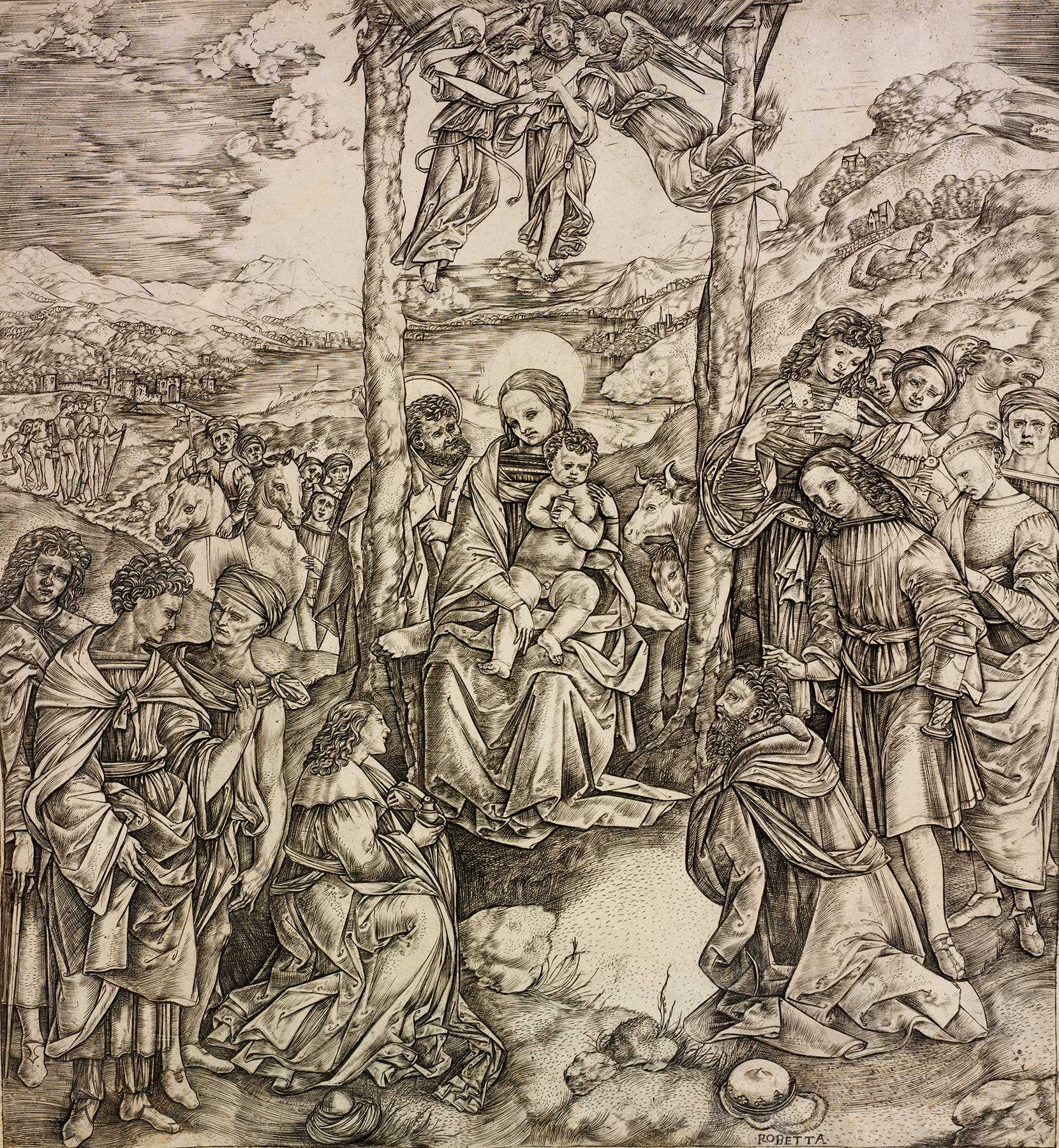
Adoração dos Magos de Cristofano Robeta (1462-1535)

- 26 de Novembro - Alexander, Conde Palatino de Palatino-Zweibrücken e Veldenz (1424-1489) (m. 1514)

### Datas Incompletas
- Catarina Sforza — filha ilegítima de Galeazzo Maria Sforza, duque de Milão, esposa de Girolamo Riario, senhor de Ímola e de Forlì  (m. 1509).
- Clemente Grosso della Rovere, bispo e cardeal italiano (m. 1504)
- Galeazzo Pietra bispo de Vigevano (m. 1552)
- Jakob Köbel[23] Iacobus Kobelius, matemático, editor e livreiro alemão (m. 1533)
- Jodocus Badius[24] livreiro e humanista flamengo (m. 1535)
- Johannes Varennius[25] helenista, gramático e filólogo holandês (m. 1536)
- Juan de Anchieta sacerdote e compositor espanhol (m. 1523) Juan de Anchieta (1462-1523)

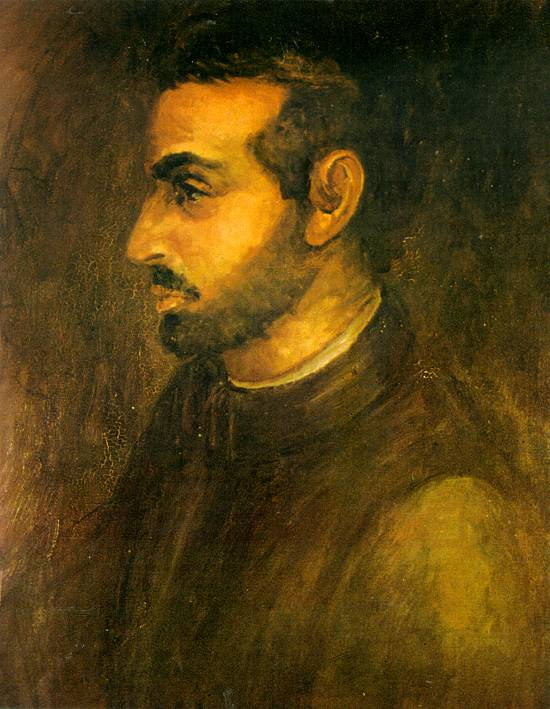
Juan de Anchieta (1462-1523)

- Mihnea cel Rău voivoda da Valáquia, filho de Vlad III, O Empalador (m. 1510)
- Pedro Reinel, cartógrafo português (m. 1542)
- Petrus Magni Bispo de Västerås (m. 1534)
- Pietro Lando 78º doge da República de Veneza (m. 1545)
- Vicente Yáñez Pinzón, navegador e explorador espanhol (m. 1514)

## Mortes
- 11 de Janeiro - Francesco de Legnamine[26] Bispo de Ferrara e de Feltre-Belluno (n. c1400)
- 18 de Janeiro - Nicolas Rolin diplomata e mecenas francês (n. 1376)
- 21 de Fevereiro - Andrea Cavalcanti escultor e arquiteto italiano (n. 1412)
- 21 de Fevereiro - Cornelius van Zierikzee[27] frade franciscano holandês (n. 1405)
- 22 de Fevereiro - Beatriz de Portugal filha do infante Pedro de Portugal, Duque de Coimbra e da princesa Isabel de Urgel (n. 1435)
- 26 de Fevereiro - John de Vere, 12º Conde de Oxford (n. 1408)
- 19 de Março - Madalena da Bretanha, filha de Ricardo da Bretanha, monja em Longchamps
- 26 de Março - Basílio II de Moscou, Grão-Príncipe de Moscou (n. 1415)
- 31 de Março - Isidoro II de Constantinopla,  patriarca grego ortodoxo de Constantinopla.
- 17 de Abril - Jan Tarnowski[28] bispo de Chełm, na Polônia
- 07 de Maio - Pasquale Malipiero 66º Doge da República de Veneza (n. 1392)
- 18 de Maio - Palla Strozzi banqueiro, literato, filósofo e filólogo italiano (n. 1372)
- 04 de Junho - Alram II, Conde de Ortenberg-Dorfbach
- 22 de Junho -Catarina de Alençon duquesa da Baviera e filha de Pedro II de Alençon (n. 1396)
- 01 de Setembro - Heinrich von Hewen[29] Bispo de Constança, na Alemanha (n. 1398)
- 17 de Setembro - Ana da Saxônia[30] casada com Ludwig von Hessen [31] e filha de Frederico, Eleitor da Saxônia (n. 1420)
- 19 de Outubro - São Barlaão, fundador de um monastério em Novgorod
- 11 de Novembro - Ana de Chipre, esposa de Ludovico de Savóia (n. 1419)
- 13 de Novembro - Ana de Habsburgo filha mais velha de Alberto da Áustria (n. 1432)
- 31 de Dezembro - Heinrich Rubenow jurista e burgomestre de Greifswald (n. 1400).

### Datas Incompletas
- Ducas, historiador bizantino (n. 1400).
- Bernardo de Armagnac, foi Conde de Pardiac (n. 1400).